# Cryptodromia fallax
Cryptodromia fallax är en kräftdjursart som först beskrevs av Jean-Baptiste Lamarck 1818.  Cryptodromia fallax ingår i släktet Cryptodromia och familjen Dromiidae. Inga underarter finns listade i Catalogue of Life.